# عقوبة الإعدام في إيران

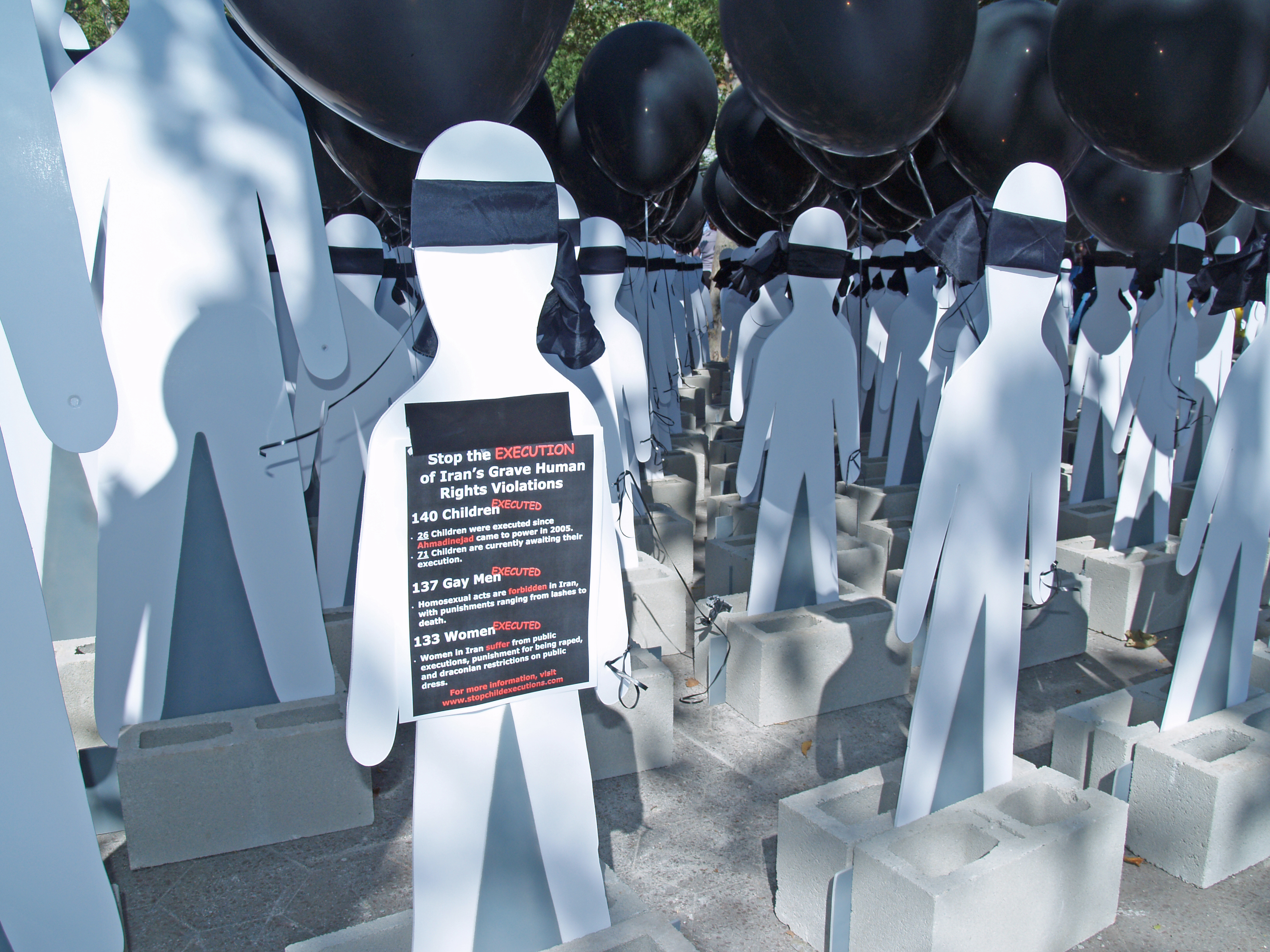

عقوبة الإعدام في إيران هي أقسى عقوبة زجرية يمكن أن تصدر ضد مرتكبي الجرائم «الخطيرة» في إيران. وتشمل الجرائم المعاقب عليها بالإعدام (القتل العمد؛ الاغتصاب؛ التحرش بالأطفال؛ الاعتداء الجنسي على الأطفال؛ تهريب المخدرات؛ السطو المسلح؛ الخطف؛ الإرهاب؛ زنا المحارم؛ العلاقات الجنسية خارج إطار الزواج؛ اللواط؛ الشذوذ الجنسي؛ سوء السلوك الجنسي؛ الدعارة؛ التآمر لقلب نظام الحكم الإسلامي؛ التخريب المتعمد؛ المعارضة السياسية؛ إحراق الممتلكات عمدا؛ التمرد؛ الخيانة الزوجية؛ ازدراء دين؛ الإكراه والابتزاز؛ التزييف؛ التهريب؛ المضاربة؛ تعطيل الإنتاج؛ جريمة العود في تعاطي الكحول؛ إنتاج أو تحضير طعام أو شراب أو مستحضرات تجميل أو مواد صحية من شأنها أن تؤدي إلى الوفاة عند استهلاكها أو استخدامها؛ إنتاج المواد الإباحية ونشرها أو استخدامها للحث على الجنس؛ العود في السرقة؛ تكرار الاتهام الباطل بارتكاب جرائم جنسية نتج عنها إعدام شخص بريء؛ بعض الجرائم العسكرية (على سبيل المثال (الجبن والخوف، مساعدة العدو)؛ إعلان الحرب على الله؛ نشر الفساد في الأرض؛ التجسس وخيانة الوطن.
نفذت إيران ما لا يقل عن 977 إعدامًا في عام 2015، وما لا يقل عن 567 إعدامًا في عام 2016، وما لا يقل عن 507 إعدامًا في عام 2017. بحسب جماعات حقوق الإنسان يُعتقد أن إيران تقوم بإعدام أكبر عدد من الأشخاص مقابل عدد السكان. فيما تصر إيران على أن عدد عمليات الإعدام التي تدعي المنظمات أنها «مبالغ فيها» تنفذ «فقط بعد عمليات قضائية طويلة». ويضيف المسؤولون الإيرانيون إنهم «يشنون حربًا واسعة النطاق على المخدرات على طول حدودها الشرقية، وتؤدي الزيادة في عدد البارونات وتجار المخدرات إلى زيادة عمليات الإعدام».
بحسب هيئة الإذاعة البريطانية بي بي سي، فإن إيران «تنفذ عمليات إعدام أكثر من أي دولة أخرى باستثناء الصين».

## قضايا شهيرة
- سكينة محمدي أشتياني: خضعت ل99 جلدة بتهمة «ارتكاب علاقة غير شرعية» مع رجلين في عام 2006، ثم حُكم عليها بالإعدام رجماً بتهمة الزنى والتواطؤ على قتل زوجها. لقيت قضيتها دعما دوليا كبيرا حذى بتعليق الحكم عليها بالإعدام في عام 2010، تم إطلاق سراحها من السجن في عام 2014 لحسن السلوك.[10][11]
- زينب جلاليان: حكم عليها بالإعدام في عام 2008 بتهمة «محاربة الله ورسوله» لمشاركتها في حزب التنظيم السياسي الكردي من أجل حياة حرة في كردستان «بي كي كي»، وهو ما نفته جلاليان قطعا. تم تخفيف الحكم في يناير 2012 من الإعدام إلى السجن المؤبد.[12][13]
- يوسف نادارخاني: حكم عليه بالإعدام في عام 2010 بتهمة الردة، منذ تخليه عن دينه الإسلامي. وكانت قضيته موضوع طلبات تساهل من المجتمع الدولي. في سبتمبر 2012، تمت تبرئته وأفرج عنه.[14][15][16][17]
- نويد أفكاري: حكم على بطل المصارعة الإيراني بتهمة قتل ضابط مخابرات إيراني خلال مظاهرات ضد الحكم الإيراني وأُعدم بالرغم من التنديد الدولي في يوم 12 سبتمبر 2020.[18]